# Krananda
Krananda is een geslacht van vlinders van de familie spanners (Geometridae), uit de onderfamilie Ennominae.

## Soorten
- K. diversa Warren, 1894
- K. extranotata Prout, 1926
- K. lucidaria Leech, 1897
- K. nicolasi Herbulot, 1987
- K. oliveomarginata Swinhoe, 1894
- K. orthotmeta Prout, 1926
- K. peristena Wehrli, 1938
- K. semihyalina Moore, 1867
- K. vitraria Felder, 1874